# Bemisia caudasculptura
Bemisia caudasculptura là một loài côn trùng cánh nửa trong họ Aleyrodidae, phân họ Aleyrodinae.
Bemisia caudasculptura được Quaintance & Baker miêu tả khoa học đầu tiên năm 1937.